# Belgique au Concours Eurovision de la chanson 1965
La Belgique a participé au Concours Eurovision de la chanson 1965 à Naples, en Italie. C'est la 10e participation belge au Concours Eurovision de la chanson.
Le pays est représenté par la chanteuse Lize Marke et la chanson Als het weer lente is, sélectionnées par la Belgische Radio- en Televisieomroep (BRT) au moyen d'une finale nationale.

## Sélection

### Belgische finale Eurovisie Songfestival 1965
Le radiodiffuseur belge pour les émissions néerlandophones, la Belgische Radio- en Televisieomroep (BRT), sélectionne l'artiste en interne et organise une finale nationale pour sélectionner la chanson représentant la Belgique au Concours Eurovision de la chanson 1965.
La finale nationale belge, présentée par Nand Baert (nl), a lieu le 13 février 1965 au Théâtre américain à Bruxelles.
Les chansons sont toutes interprétées en néerlandais, l'une des trois langues officielles de la Belgique.
Lize Marke est sélectionnée en interne comme interprète. Lors de cette finale, c'est la chanson Als het weer lente is qui fut choisie pour être interprétée par la chanteuse, avec Francis Bay comme chef d'orchestre.

#### Finale
| Ordre | Artiste    | Chanson               | Traduction                         | Points | Place |
| ----- | ---------- | --------------------- | ---------------------------------- | ------ | ----- |
| 1     | Lize Marke | Als het weer lente is | Quand c'est à nouveau le printemps | 317    | 1     |
| 2     | Lize Marke | Regenlied             | La chanson de la pluie             | 277    | 3     |
| 3     | Lize Marke | Een wereld zonder jou | Un monde sans toi                  | 285    | 2     |
| 4     | Lize Marke | Jij alleen            | Seulement toi                      | 249    | 6     |
| 5     | Lize Marke | Jij bent onmisbaar    | Tu es indispensable                | 266    | 5     |
| 6     | Lize Marke | Zoals                 | Comme                              | 270    | 4     |

## À l'Eurovision
Chaque jury national attribue un à cinq points à ses cinq chansons préférées.

### Points attribués par la Belgique
| 6 points | Royaume-Uni |
| 3 points | Italie      |

### Points attribués à la Belgique
| 5 points | 3 points | 1 point |
| -------- | -------- | ------- |
|          |          |         |

Lize Marke interprète Als het weer lente is en 8e position lors de la soirée du concours, suivant la Norvège et précédant Monaco.
Au terme du vote final, la Belgique termine 15e, ex aequo avec l'Allemagne, l'Espagne et la Finlande, sur 18 pays, n'ayant reçu aucun point.
Le vote du jury belge était unique dans le système de cette année, dans la mesure où seules deux chansons avaient reçu des votes de la part des 10 membres du jury. Selon les règles alors en vigueur, cela signifiait qu'ils attribuaient six points (au lieu du maximum apparent de cinq) au Royaume-Uni et 3 points à l'Italie.